# سارة جيلمان
سارة جيلمان (بالإنجليزية: Sarah Gilman)‏ هي ممثلة أمريكية، ولدت في 18 يناير 1996 في الولايات المتحدة.

## وصلات خارجية
- سارة جيلمان على موقع IMDb (الإنجليزية)
- سارة جيلمان على موقع روتن توميتوز (الإنجليزية)
- سارة جيلمان على موقع ألو سيني (الفرنسية)
- سارة جيلمان على موقع قاعدة بيانات الفيلم (الإنجليزية)